# ブルガリア国家情報庁
ブルガリア国家情報庁（ブルガリアこっかじょうほうちょう、ブルガリア語: Национална Разузнавателна Служба；略称НРС）は、ブルガリア共和国の諜報機関。

## 歴史
ブルガリア共産政権の対外諜報機関は、1947年、内務省内に創設された。
1990年、対外諜報部門が内務省から分離され、国家情報庁が創設された。1996年、ブルガリア共和国軍に編入された。
2002年、ブルガリア共和国軍の構成から外され、独立機関となった。

## 機構
- 作戦活動
- 情報分析
- 情報保護
- 人的資源・兵站
- 国際協力・社会関係